# Mariánské Lázně
Mariánské Lázně (německy Marienbad) jsou lázeňské město okrese Cheb v Karlovarském kraji, 27 km jihovýchodně od Chebu. Město má rozlohu 51,78 km². Žije zde přibližně 14 tisíc obyvatel. Mariánské Lázně jsou nejmladší z proslulého trojúhelníku západočeských lázeňských měst. Od roku 2021 jsou na seznamu Světového dědictví UNESCO s Františkovými Lázněmi a Karlovými Vary v rámci položky Slavná lázeňská města Evropy. Sousedními obcemi sídla jsou Valy, Zádub-Závišín, Trstěnice, Chodová Planá, Vlkovice, Velká Hleďsebe, Mnichov, Prameny, Lázně Kynžvart a Drmoul.

## Historie města

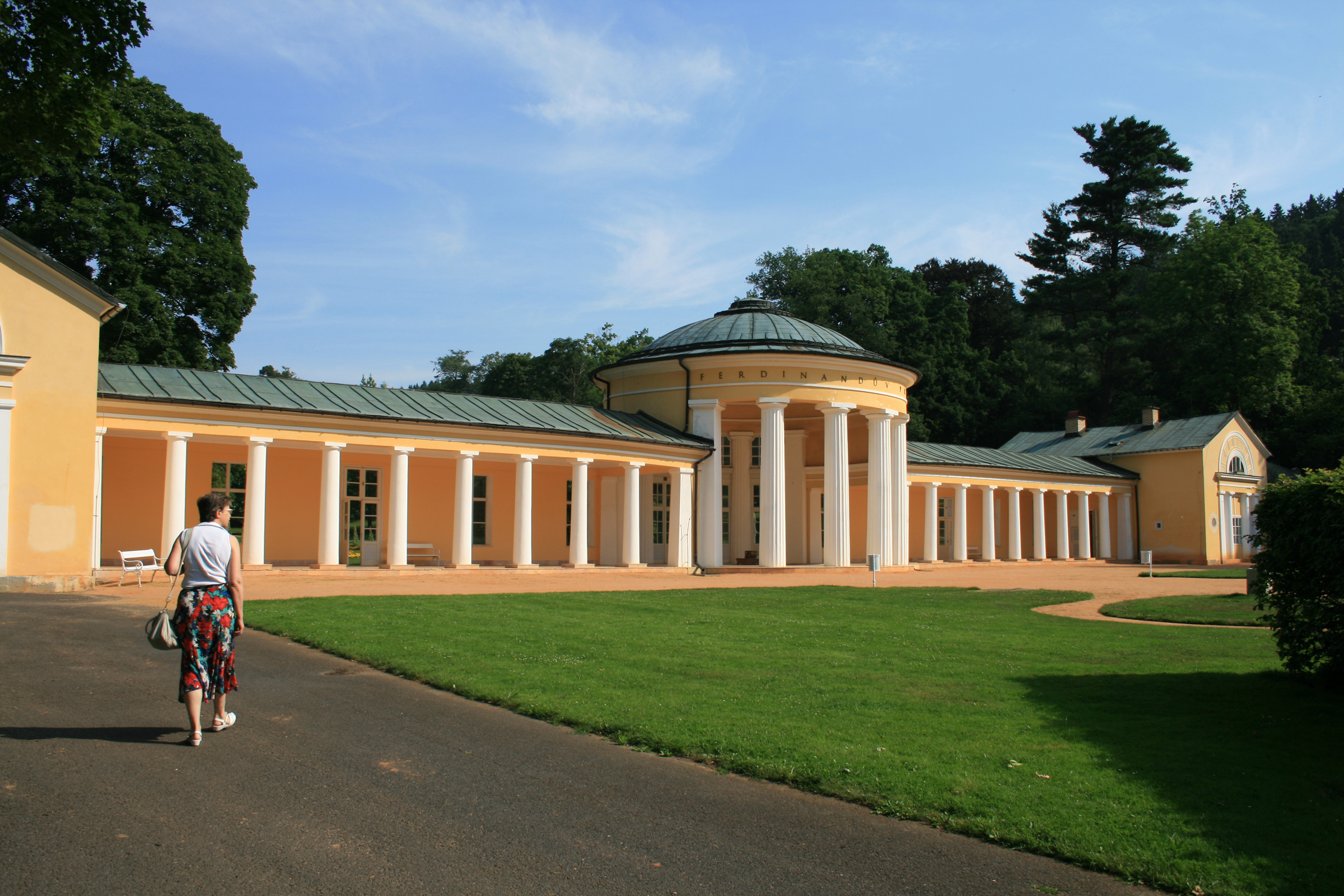
Kolonáda Ferdinandova pramene

### Historie lázeňství
Místo, na kterém dnes leží druhé největší lázeňské město v Čechách, Mariánské Lázně, bylo v dávných dobách plné bažin a zcela pusté.
Šlechtic Hroznata založil v roce 1197 premonstrátský klášter v osadě Teplá, pod jehož správu patřilo i území dnešních lázní. Řeholníci byli také první, kteří zaznamenali slaný pramen ve svých lesích a dokonce se zde snažili odpařováním získávat sůl. Tato sůl byla později úspěšně prodávána jako projímadlo.
O léčivých účincích minerálních vod mezitím začaly kolovat různé zvěsti a k pramenům zamířili první nemocní. Klášterní představitelé pak nechali vyčistit prameny a upravit cestu k nim. První pokusy založit lázně se však nepodařily. Místní obyvatelé lázním nedůvěřovali. Za vlády císařovny Marie Terezie byly minerální vody opět analyzovány a v tomto období se také poprvé objevuje název Marienbad.
O vznik lázní se významně zasloužil doktor Johann Josef Nehr – klášterní lékař, který v roce 1779 přesvědčil opata a několik řeholníků, aby zkusili lázeňskou kúru. Zjistil poté, že voda v nepatrném množství několikrát denně podávaná upravila trávení, povzbudila chuť do jídla a přinesla opatovi a řeholníkům osvěžující spánek. Klášter však musel bojovat o získání potřebných povolení ke stavbě lázeňské budovy až do roku 1786. V roce 1812 byl Marienbad vyčleněn jako samostatná obec z dosavadní obce Úšovice a v roce 1818 získal status lázeňského místa.[zdroj?]
Název Marienbad získaly podle první lázeňské budovy postavené u Mariina pramene. Tento pramen byl dávno předtím kvůli pronikavému zápachu nazýván Smradlavý, svůj dnešní název však dostal podle Mariánského obrazu, který blízko pramene údajně připevnil voják vracející se z války jako poděkování za to, že si zde vyléčil svá zranění. O další rozvoj lázní se zasloužil tepelský opat Karel Kašpar Reitenberger, který počátkem 19. století začal s výstavbou lázeňských domů a pavilonů.
V roce 1820 navštívil Mariánské Lázně německý básník Johann Wolfgang Goethe, který sem zavítal ještě dvakrát a prožil zde v roce 1823 svůj pozdní milostný román s mladou šlechtičnou Ulrikou von Levetzow. Byl velmi nadšen zdejšími přírodními podmínkami a povzbuzoval opata Reitenbergera, aby nepolevoval ve výstavbě lázeňských domů. Také doporučil zdejším lékařům, aby kromě tradiční lázeňské péče prosazovali moderní léčebné metody. Přítomnost Goetha v Mariánských Lázních měla velmi příznivý dopad na návštěvnost. Lázně začala navštěvovat majetnější klientela.
Operní skladatel Richard Wagner našel v Mariánských Lázních klid a inspiraci. Pracoval zde na dvou významných operách, a to Lohengrin (v létě 1845) a Mistři pěvci norimberští.
V roce 1897 poprvé do Mariánských Lázní zavítal budoucí britský panovník Eduard VII. Co rozhodlo, že princ navštívil právě tyto lázně, není známo. Avšak hned při první návštěvě si Eduard, vystupující pod titulem vévoda z Lancasteru, Mariánské Lázně zamiloval a celkově sem zavítal devětkrát. Britský král obrátil světovou pozornost na Mariánské Lázně, které se každou sezónu proměňovaly, aby dokázaly pojmout stále větší počet hostů. Většina budov byla v tomto období přestavěna a rozšířena a neustále se otevíraly nové hotely.
Mariánské Lázně se staly také dějištěm několika politických jednání. V září 1899 se zde rozhodovalo v záležitostech předcházejících vzniku búrské války v jižní Africe. Dne 16. srpna 1904 se v hotelu Nové Lázně sešli při oficiálním setkání císař František Josef I. a britský král Eduard VII. V dalších letech zde proběhla jednání mezi Británií a Ruskem či Bulharskem. Král Eduard VII. zemřel v roce 1910, poté následovalo období první světové války a další rozvoj lázní byl pozastaven.
Po první světové válce a vzniku Československa se do lázní opět vrátili hosté. Prudký růst dopravy přilákal další návštěvníky a lázně musely řešit ubytovací problémy. Záhy však přišla ekonomická krize, která další rozvoj města opět zastavila. Druhá světová válka naštěstí město téměř ušetřila a tak lázeňský ráz města zůstal zachován. Během tzv. Křišťálové noci roku 1938 byla nacisty zničena židovská synagoga. Pozemek po zničené synagoze na Hlavní třídě zůstal prázdný až do dnešní doby.
Po poválečném odsunu německých obyvatel nastala výměna obyvatelstva, která přinesla chátrání části budov. Lázně připadly Státním lázním a lázeňský provoz fungoval dále. V roce 1986 je realizována Zpívající fontána. Rok 1989 přinesl nové možnosti revitalizace budov. Na druhé straně mnoho historických objektů posloužilo spekulantům, kteří odmítali do státem chráněných budov investovat. Důsledkem např. bylo vyhoření a následná demolice hotelu Rozkvět (Halbmayr Haus) z roku 1848 na Mírovém náměstí v roce 2014. Nebo zřícení stropu v rezidenci Kavkaz z roku 1821 na Goethově náměstí. Pozitivním příkladem je významný hotel Lesní mlýn (později ozdravovna ROH Donbas) s tradicí od roku 1833, který po letech chátrání a změnách majitelů získali 8. srpna 2018 noví majitelé, kteří ihned započali s rekonstrukcí a objekt již částečně zpřístupnili. Některé historické lázeňské budovy však zůstávají opuštěny dodnes, jako například lázeňský komplex Kavkaz na Goethově náměstí, ve kterém pobýval britský král Eduard VII. V případě architektonicky významného hotelu Halbmayr Haus (později Rozkvět) vybudovaného na Mírovém náměstí došlo po delším chátrání v roce 2014 k vyhoření objektu a v následujícím roce i k jeho demolici.

### Významní návštěvníci

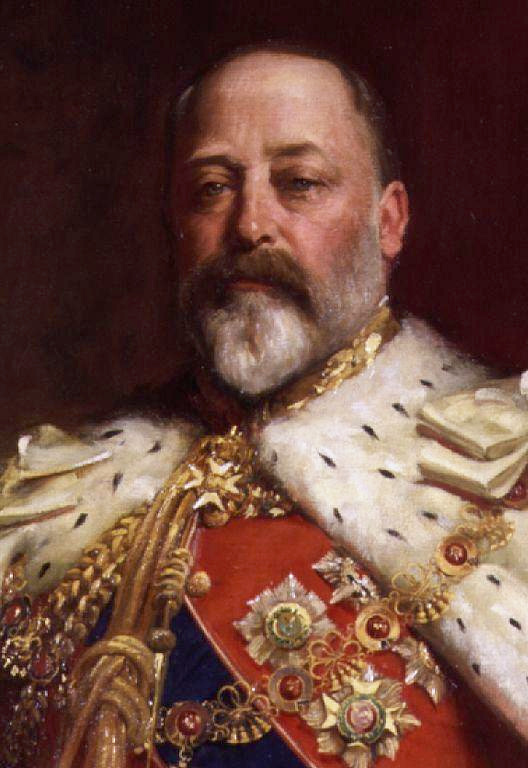
Britský král Eduard VII.

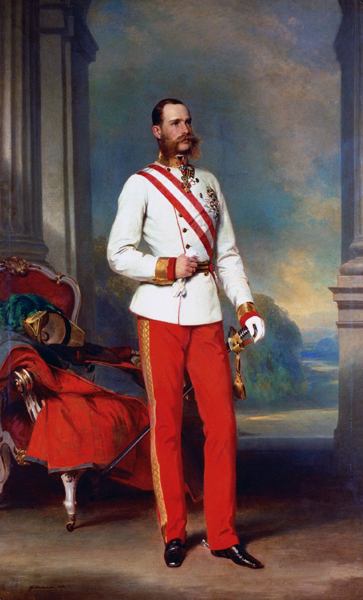
František Josef I.

Mariánské Lázně pravidelně navštěvovalo mnoho významných hostů, kteří se zasloužili o jejich věhlas ve světě.
- František Josef I. – rakouský císař
- Eduard VII. – britský král
- Ema Destinnová – česká operní pěvkyně
- Antonín Dvořák – český hudební skladatel
- Thomas Alva Edison – americký vynálezce
- Sigmund Freud – vídeňský psycholog a zakladatel psychoanalýzy
- Jurij Gagarin – ruský kosmonaut
- Johann Wolfgang Goethe – jeden z nejvýznamnějších německých básníků a filozofů
- Fryderyk Chopin – polský hudební skladatel
- Franz Kafka – pražský německy píšící spisovatel
- Rudyard Kipling – anglický spisovatel, nositel Nobelovy ceny
- Mary Toddová Lincolnová – první dáma USA, manželka prezidenta Lincolna
- T. G. Masaryk – první československý prezident
- John Pierpont Morgan – americký magnát, jeden z nejbohatších návštěvníků Mariánských Lázní, financoval stavbu Panamského průplavu
- Eduard Petiška – básník a spisovatel
- Jan Neruda – básník a spisovatel
- Friedrich Nietzsche – německý spisovatel a filozof
- Louis Renault – francouzský průmyslník a zakladatel automobilky Renault
- Ada Sari – polská operní pěvkyně
- Jaroslav Seifert – básník a nositel Nobelovy ceny
- Albert Schweitzer – humanista, nositel Nobelovy ceny
- Johann Strauss – rakouský hudební skladatel
- Karel Sudimír Šnajdr – obrozenecký básník
- Václav Beneš Třebízský – český kněz a spisovatel
- Mark Twain – americký spisovatel
- Richard Wagner – německý hudební skladatel
- Carl Maria von Weber – německý hudební skladatel

### Současnost města
Město dnes opět žije především lázeňstvím a cestovním ruchem. Mezi další ekonomická odvětví patří zemědělství, lesnictví a potravinářství (velmi známé jsou Lázeňské oplatky od firmy Opavia).
Mariánské Lázně leží přímo na železniční i silniční trase Plzeň – Cheb, což umožňuje dobré spojení se světem. V Mariánských Lázních, v místní části Skláře je také bývalé letiště, které za doby největší slávy fungovalo jako spojení s Ruskem, ale po únosu letadla v 70. letech 20. století bylo letiště uzavřeno. Dnes slouží pro rekreační účely a pro podnikání vyhlídkových letů nad městem.
Dominantou Mariánských Lázní jsou především lázeňské parky, díky kterým město patří mezi nejkrásnější zahradní města v Evropě. O tyto přírodní skvosty se postaral Václav Skalník, který zde byl zaměstnán tepelským klášterem jako zahradní architekt. Velmi významnou stavbou v městě je Kolonáda Maxima Gorkého z let 1888–1889 (dle projektu architektů Miksche a Niedzielského). Litinová konstrukce byla odlita v železárnách Blansko. Unikátní výzdoba – dřevěný kazetový strop a nástropní fresky – pocházejí z roku 1979, jejich autorem je akademický malíř Josef Vyleťal. Na lázeňské promenádě lze také najít Zpívající fontánu, která každou lichou hodinu hraje jednu z mnoha známých a slavných skladeb, ve večerních hodinách je hudba doplněna světelnými efekty.
V bohatém kulturním životě současných Mariánských Lázní dominuje činnost nejstaršího symfonického orchestru v českých zemích založeného roku 1821 – Západočeského symfonického orchestru Mariánské Lázně.

## Přírodní poměry
Město se nachází v údolí jižně od CHKO Slavkovský les. Parky v centru města protéká ze severu na jih Úšovický potok, který je veden v regulovaném korytě. V jedné části města je sveden do tunelu pod zástavbu. Z východních svahů do města přitéká také Pstruží potok. Na území města se nachází Kladské rašeliny s Naučnou stezka Kladská, Přírodní rezervace Smraďoch, Přírodní rezervace Hamrnický mokřad a Koňský pramen.

### Klima
Klima ve městě a v okolí ovlivňuje vyšší nadmořská výška a poloha výrazně na západě, tedy blíže k oceánskému podnebí. Léta zde bývají relativně chladnější a vlhčí, zimy jsou středně studené. Průměrná roční teplota je +6,4 °C, přičemž v nejteplejším měsíci červenci je to +16 °C a v nejchladnějším lednu -3,1 °C. Tyto údaje jsou dlouhodobými průměry za léta 1901–1950. Délka slunečního svitu je 1670 hodin ročně. Roční srážky činí 702 mm, což je na horní hranici celorepublikového průměru. Jednoznačně zde převažují západní větry, které tvoří 46 % proudění. Naopak nejméně, cca 5 %, proudí vzduch během roku ze severu. Vliv na mikroklima má velké množství parků a lesů jak ve městě, tak v blízkém okolí. Stromy čistí vzduch, regulují vlhkost, zmírňují extrémy a obohacují vzduch kyslíkem.

| Mariánské Lázně – podnebí   | Mariánské Lázně – podnebí | Mariánské Lázně – podnebí | Mariánské Lázně – podnebí | Mariánské Lázně – podnebí | Mariánské Lázně – podnebí | Mariánské Lázně – podnebí | Mariánské Lázně – podnebí | Mariánské Lázně – podnebí | Mariánské Lázně – podnebí | Mariánské Lázně – podnebí | Mariánské Lázně – podnebí | Mariánské Lázně – podnebí | Mariánské Lázně – podnebí |
| Období                      | leden                     | únor                      | březen                    | duben                     | květen                    | červen                    | červenec                  | srpen                     | září                      | říjen                     | listopad                  | prosinec                  | rok                       |
| --------------------------- | ------------------------- | ------------------------- | ------------------------- | ------------------------- | ------------------------- | ------------------------- | ------------------------- | ------------------------- | ------------------------- | ------------------------- | ------------------------- | ------------------------- | ------------------------- |
| Průměrné denní maximum [°C] | 0                         | 3                         | 8                         | 14                        | 19                        | 21                        | 23                        | 23                        | 18                        | 13                        | 6                         | 2                         | 13                        |
| Průměrné denní minimum [°C] | −4                        | −4                        | −1                        | 2                         | 7                         | 10                        | 12                        | 11                        | 8                         | 4                         | 0                         | −3                        | 4                         |
| Průměrné srážky [mm]        | 37                        | 28                        | 37                        | 36                        | 59                        | 69                        | 74                        | 68                        | 51                        | 40                        | 45                        | 47                        | 591                       |
| Zdroj: MSN Weather          |                           |                           |                           |                           |                           |                           |                           |                           |                           |                           |                           |                           |                           |

### Flóra
Zdejší květenu zkoumal při svých návštěvách i Johann Wolfgang von Goethe. Roku 1835 připravil saský princ Friedrich August II. herbář, jenž zachycoval 512 druhů rostlin. Na jeho vztah k přírodě odkazuje i pamětní deska osazená do balvanu v Malém Švýcarsku.

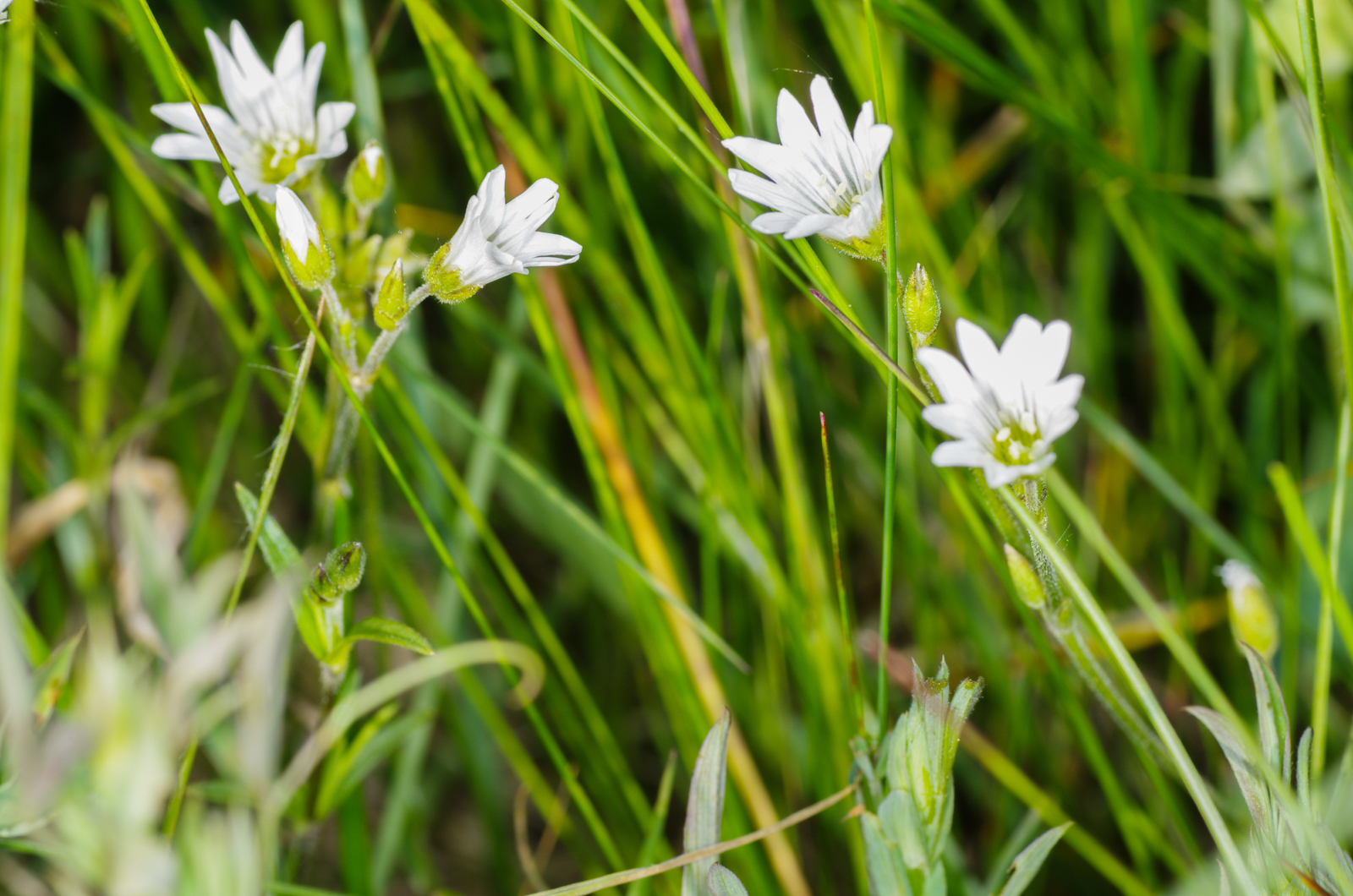
Rožec kuřičkolistý

Ke zdejším rostlinám patří lýkovec jedovatý (Daphne mezereum), vřesovec pleťový (Erica carnea), podběl lékařskýčivý (Tussilago farfara) či plicník lékařský (Pulmonaria officinalis). Nalézt zde lze i prvosenku vyšší (Primula elatior), samorostlík klasnatý (Actaea spicata), rozchodník skalní (Sedum reflexum), orlíček obecný (Aquilegia vulgaris) či konvalinku vonnou (Convallaria majalis). Ke chráněným druhům zdejší flóry patří vstavač plamatý (Orchis maculata), kosatec sibiřský (Iris sibirica), náprstník červený (Digitalis purpurea) nebo upolín evropský (Trollius europaeus). Okolí města zamořuje z kynžvartského zámku vycházející bolševník velkolepý (Heracleum mantegazzianum), jehož jedinci dosahují výšky i čtyř metrů.
Podrosty lesů tvoří vřesovec pleťový (Erica carnea), zimostrázek alpský (Polygala chamaebuxus), kociánek dvoudomý (Antennaria dioica) nebo endemický rožec kuřičkolistý (Cerastium alsinifolium). Vyskytuje se tu také prha arnika (Arnica montana), která bývala ve znaku chráněné krajinné oblasti Slavkovský les, dále silenka nadmutá (Silene vulgaris), sleziník netíkový (Asplenium adiantum-nigrum), sleziník hadcový (Asplenium cuneifolium), sleziník nepravý (Asplenium adulterinum), vratička měsíční (Botrychium lunaria) či brusinka (Vaccinium vitis-idaea) a třtina rákosovitá (Calamagrostis arundinacea).
Pod vrchem Martinovem bývala před druhou světovou válkou malá botanická zahrada.

### Fauna
V okolí města se vyskytuje jelen lesní (Cervus elaphus), srnec obecný (Capreolus capreolus) nebo prase divoké (Sus scrofa). Objevuje se tady také jelen sika východní (Cervus nippon), daněk skvrnitý (Dama dama), jezevec lesní (Meles meles) či veverka (Sciuridae). Nad krajinou létá káně lesní (Buteo buteo), poštolka obecná (Falco tinnunculus), výr velký (Bubo bubo), kulíšek nejmenší (Glaucidium passerinum) či sýc rousný (Aegolius funereus). Býval zde i tetřev hlušec (Tetrao urogallus). V okolí vod se vyskytuje skorec vodní (Cinclus cinclus) nebo ledňáček říční (Alcedo atthis). Na zimu sem ze severu přilétá přezimovat brkoslav severní (Bombycilla garrulus). Vyskytuje se zde také čejka obecná, křivka obecná (Loxia curvirostra) či strakapoud velký (Dendrocopos major). Ve vodách žije kapr obecný (Cyprinus carpio), štika obecná (Esox lucius) a vzácně cejn (Abramis), jelec tloušť (Squalius cephalus), síh maréna (Coregonus maraena), siven americký (Salvelinus fontinalis) a z Ameriky dovezený pstruh duhový (Oncorhynchus mykiss).
Poslední medvěd byl zastřelen v kynžvartských lesích roku 1698, ale přesto je po těchto zvířatech pojmenováno několik míst, například Medvědí pramen či Medvědí doupata.

### Minerální prameny

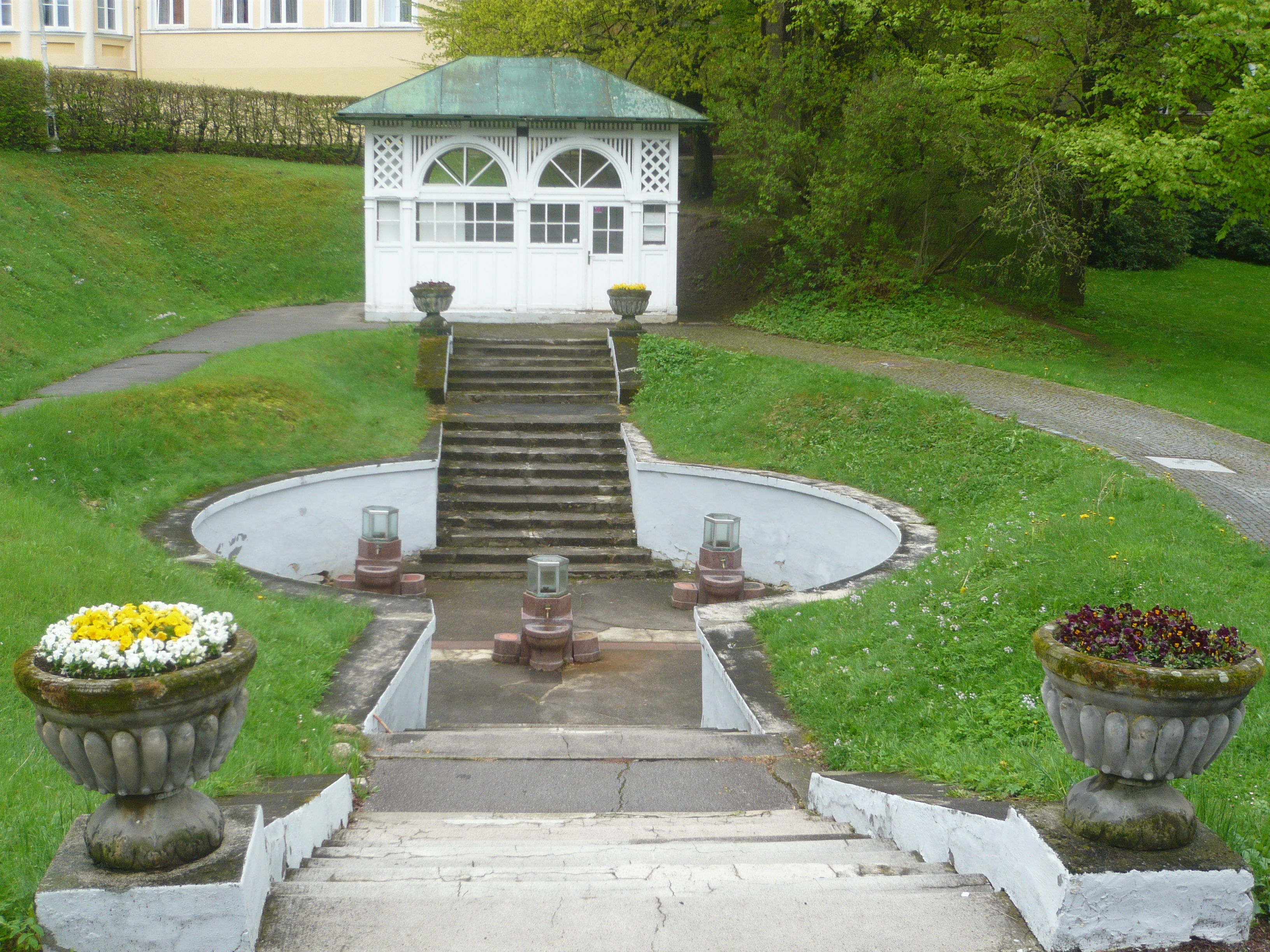
Ambrožovy prameny

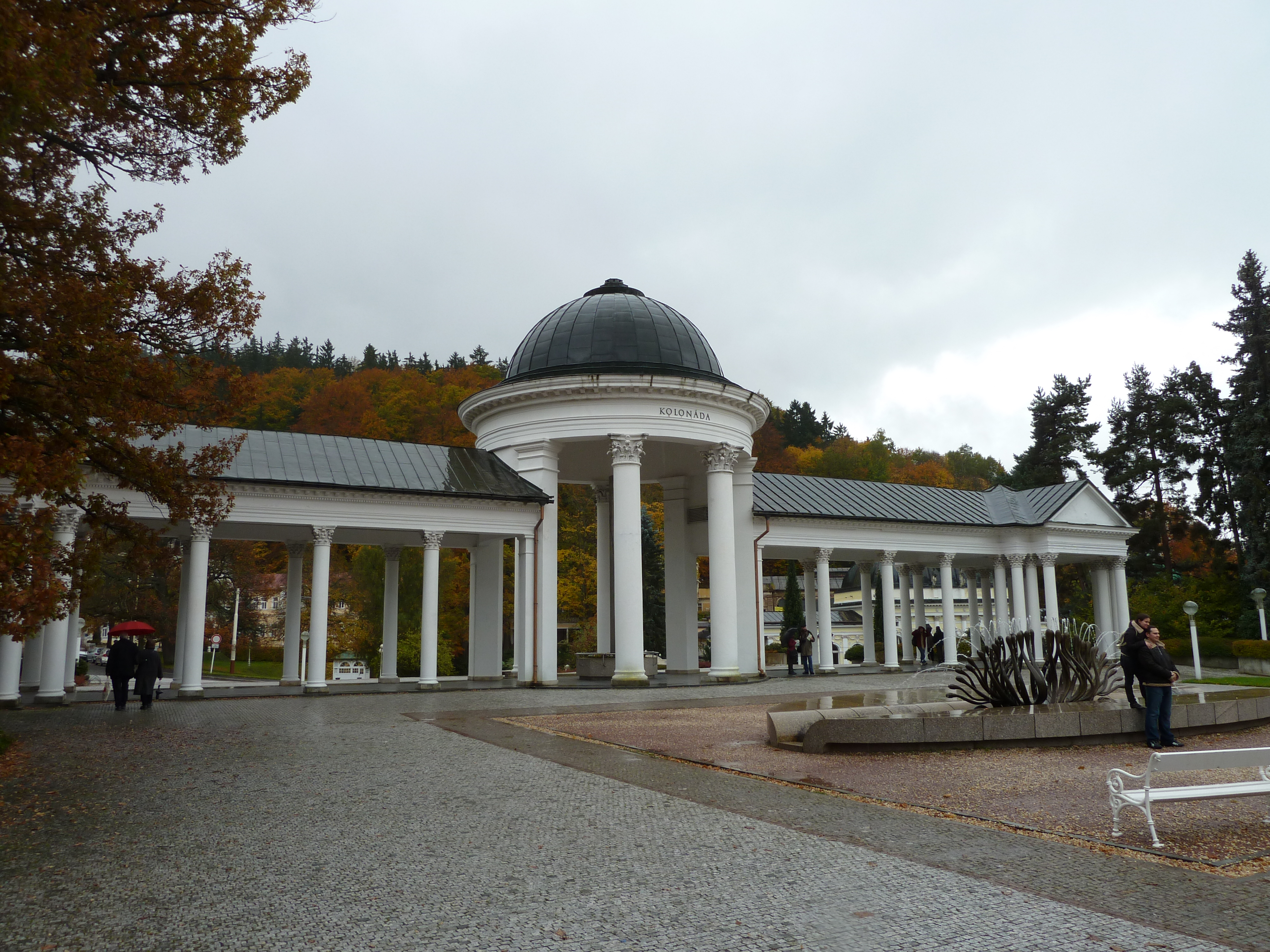
Kolonáda Karolinina pramene

V širším okolí Mariánských Lázních vyvěrá na 100 minerálních pramenů s obsahem oxidu uhličitého a minerálních solí, z nichž je zachyceno a využíváno 53 pramenů. Jedná se především o studené železnaté kyselky, odlišného chemického složení. K pitným kúrám se používá těchto šest hlavních pramenů: Křížový, Rudolfův, Karolinin, Lesní, Ambrožův a Ferdinandův. Mariin pramen, který dal městu název, je pouze vývěr plynu – oxidu uhličitého. Prameny a jejich léčivé účinky byly známy dávno před založením lázní obyvatelům okolních vesniček. K dalším pramenům Mariánských Lázní patří: Alexandřin, Antonínův, Balbínův, Hamelika, Farská kyselka, Medvědí, Pirátův, Prelátův, Myší, Srnčí a Vlčí prameny.

#### Stáčení pramenů
Počátkem 17. století se zdejší prameny začaly stáčet do sudů a vozit ke koupelím do okolních klášterů v Teplé, Chotěšově, Kladrubech či Plasích. Tyto vody se podle kláštera v Teplé označovaly „tepelské kyselky“. O dvě stě let později, na začátku 19, století, se začaly mariánskolázeňské prameny stáčet a exportovat. Prvními byly prameny Křížovka a Ferdinandka, jež pak následoval také Lesní pramen. Roku 1818 se stáčelo za rok 75 tisíc džbánků a místní vody se exportovaly do vzdálených měst. V Praze a Vídni navíc ještě vznikly jejich sklady. Postupně začal vývoz i do Německa, například do Výmaru, kde ji roku 1820 pil i J. W. Goethe.
Minerální voda se stáčela do kameninových džbánků o objemech od 20 do 35 uncí, které byly doplněny oušky. Ty se nejprve vyráběly v Chebu, dále v Kynšperku a Lorettu u Chebu. Roku 1823 si tepelský klášter otevřel vlastní výrobnu ve Sklářích u Mariánských Lázní, kam potřebnou surovinu dovážel z Loretty. Jednotlivé džbánky nejdříve hrnčíři vytočili na kruhu, následně se nechaly uzrát, opatřily se razítkem s nápisem „Marienbad“ a znakem tří paroží, což byl emblém kláštera v Teplé, a nakonec se vypálily v peci, do níž se jich najednou vešlo 4 až 12 tisíc. Pak ještě pozvolna několik dní chladly.
Před naplněním minerálkou se džbánky vymyly, vyzkoušela se jejich vodotěsnost a ty, které nevyhověly, se ihned rozbily. Při plnění se džbánky uchopily kovovými kleštěmi a u pramene se ponořily do nádoby s minerální vodou. Po naplnění se hrdlo džbánku uzavřelo vyvařenou korkovou zátkou, jež se do džbánku ručně natloukla palicí. Pak se korek ořízl. Následně se hrdlo překrylo kusem ovčí kůže nebo měchuřiny, převázalo se nití, ponořilo do horké smoly a pečetidlem orazilo značkou s ročníkem. Při balení se skládaly do beden, do nichž se jich vešlo až 72, případně se nakládaly přímo na vůz a prokládaly se slámou nebo mechem.
Do roku 1840 se vyvezlo asi šest milionů džbánků s vodou. Kolem roku 1845 činil jejich roční počet téměř 600 tisíc.
Od roku 1850 se hrdlo džbánků začalo překrývat také cínovou kapslí. Postupně se začaly využívat také skleněné lahve, jež se vyráběly z tmavého hyalitového skla. Jejich uplatnění ale bylo s ohledem na jejich cenu pozvolné. Až po roce 1872 vytlačily lahve kameninové džbánky úplně. Lahve se sice označovaly papírovými etiketami, nicméně ale se ale objevovaly obavy z jejich falšování a možných záměn. Kyselky Křížovka a Ferdinandka dosahovaly v polovině 19. století takového věhlasu, že se dočkaly i oficiálního napodobení, a to v drážďanských lékařských ústavech Friedricha Adolpha Augusta Struveho (1781–1840).

### Vodstvo
Městem neprotéká žádná řeka, protéká jím ale několik potoků: Drmoulský potok, Dlouhá stoka, Panský potok a Úšovický potok na kterém je přehradní nádrž Mariánské Lázně. Tyto potoky se ve městě vlévají do většího, Kosového potoka, který se později vlévá do Mže. Dále Mariánskými Lázněmi protéká Mnichovský potok, který se později vlévá do Pramenského potoka a ten do řeky Teplá. Na Pramenském potoku je ještě Kladský rybník.
Přibližně tři kilometry od Mariánských Lázní v nadmořské výšce 790 metrů pramení na rašeliništních loukách řeka Teplá. Prameniště Teplé je přírodní rezervací.

## Obyvatelstvo

### Struktura
Podle sčítání z roku 1921 zde žilo v 442 domech 6 909 obyvatel, z nichž bylo 3 900 žen. 320 obyvatel se hlásilo k československé národnosti, 6 131 k německé a 67 k židovské. Žilo zde 6 183 římských katolíků, 197 evangelíků, 1 příslušník Církve československé husitské a 495 židů. Podle sčítání z roku 1930 zde žilo v 512 domech 7 202 obyvatel. 518 obyvatel se hlásilo k československé národnosti a 6 310 k německé. Žilo zde 6 479 římských katolíků, 179 evangelíků, 39 příslušníků Církve československé husitské a 405 židů.
| Rok            | 1869  | 1880  | 1890  | 1900  | 1910  | 1921   | 1930   | 1950  | 1961   | 1970   | 1980   | 1991   | 2001   | 2011   |
| -------------- | ----- | ----- | ----- | ----- | ----- | ------ | ------ | ----- | ------ | ------ | ------ | ------ | ------ | ------ |
| Počet obyvatel | 2 582 | 4 075 | 4 942 | 6 424 | 9 123 | 10 183 | 11 794 | 9 261 | 12 882 | 13 559 | 14 930 | 15 382 | 14 741 | 12 906 |
| Počet domů     | 241   | 381   | 431   | 531   | 670   | 735    | 976    | 1 013 | 1 015  | 1 085  | 1 156  | 1 316  | 1 379  | 1 475  |

| Rok            | 1869  | 1880  | 1890  | 1900  | 1910  | 1921  | 1930  | 1950  | 1961  | 1970  | 1980  | 1991  | 2001  |
| -------------- | ----- | ----- | ----- | ----- | ----- | ----- | ----- | ----- | ----- | ----- | ----- | ----- | ----- |
| Počet obyvatel | 1 566 | 2 480 | 3 054 | 4 617 | 6 279 | 6 909 | 7 202 | 6 700 | 9 064 | 8 003 | 7 315 | 6 998 | 6 602 |
| Počet domů     | 107   | 188   | 233   | 340   | 424   | 442   | 512   | 520   | 968   | 517   | 467   | 501   | 457   |

Věková struktura obyvatel obce Mariánské Lázně roku 2011
Rodinný stav obyvatel obce Mariánské Lázně roku 2011
Vzdělání obyvatel obce Mariánské Lázně roku 2011

## Obecní správa a politika

### Místní části

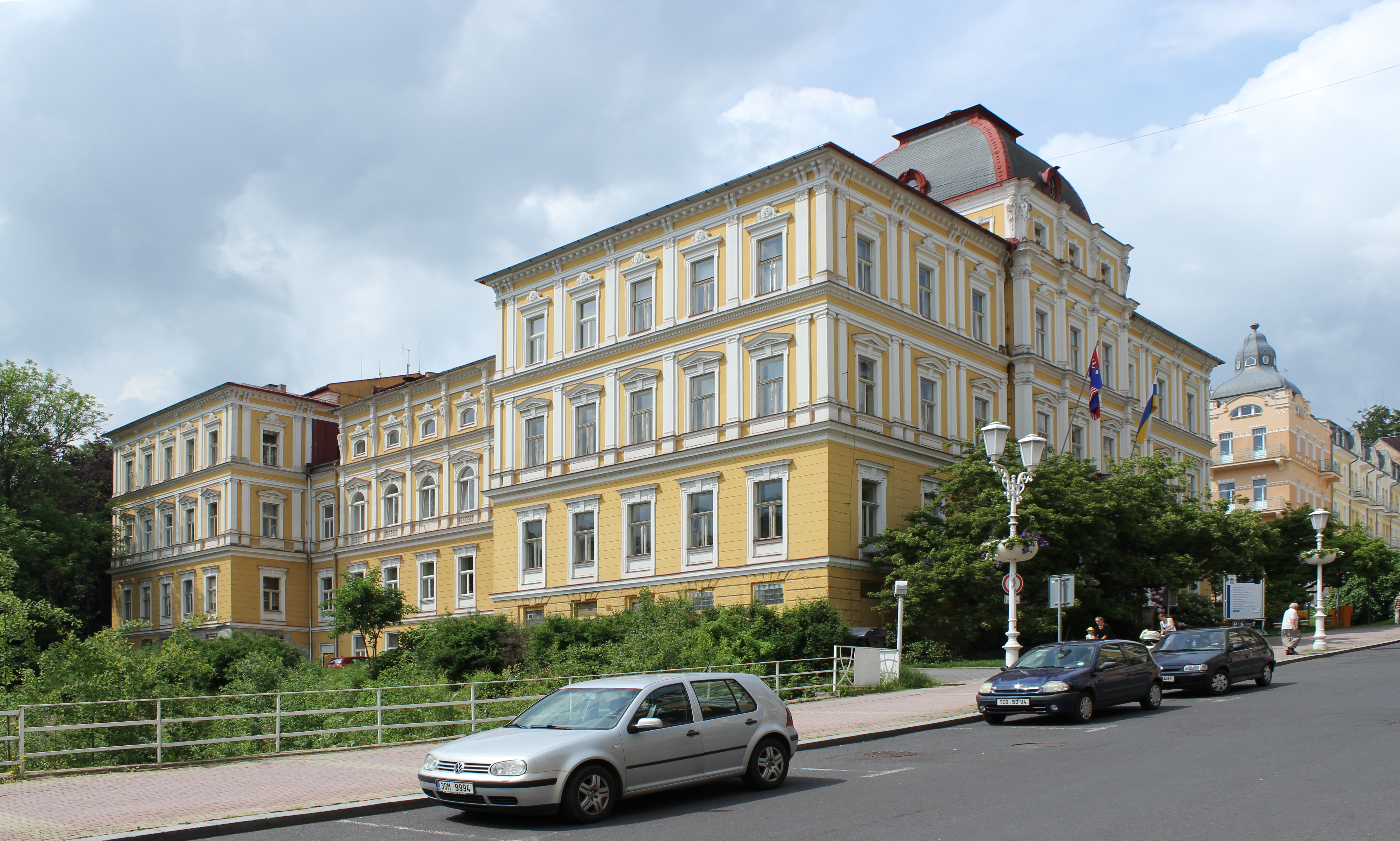
Městský úřad v Ruské ulici

Město je tvořeno šesti místními částmi, a sice Hamrníky, Chotěnov-Skláře (tvořenou Chotěnovem a Skláři), Kladská, Stanoviště, Úšovice a Mariánské Lázně. Každá z částí tvoří samostatnou základní sídelní jednotku a celé město vytváří čtyři katastrální území pojmenovaná Chotěnov u Mariánských Lázní, Mariánské Lázně, Stanoviště u Mariánských Lázní a Úšovice.

### Správní vývoj
Nynější území Mariánských Lázní dříve patřilo k obci Úšovice, která byla jednou z nejvýznamnějších obcí tepelského okresu. Mariánské Lázně o rozloze 772 hektarů byly z Úšovic vyčleněny po roce 1818.
Po vybudování železniční trati a nádraží v roce 1872 dostalo nádraží v tehdejších Úšovicích název Mariánské Lázně. Kolem hostince Schönau (Šenov, později Šumava), postaveného v roce 1838, a v okolí vyrostly čtvrti Šenov, Bellevue, Nádražní čtvrť a Luft. 19. června 1886 byla podána okresnímu hejtmanství Teplá žádost o založení nového městečka Šenov, složeného ze čtvrtí Šenov, Nádražní, Luft a Hamrníky. Obecní zastupitelstvo v Úšovicích se k žádosti vyjádřilo zamítavě. Klášter Teplá se vyjádřil, že ke vzniku nové obce nemá námitek. Okresní výbor Teplá v roce 1887 zjišťoval na místě názory občanů a došel k závěru, že většina majitelů domů a pozemků v dotčené oblasti s navrhovaným odtržením od Úšovic nesouhlasila. Další návrh, zahrnující tentokrát již jen čtvrti Šenov a Nádražní čtvrť, byl podán 5. května 1887. Účetnictví Úšovic začal zkoumat Okresní úřad v Teplé i Zemský výbor v Praze, obec Úšovice však opět nesouhlasila. Když ani po třech letech nebyla žádost vyřízena, Šenovští změnili návrh a začali požadovat připojení Šenova k Mariánským Lázním, s čímž Mariánské Lázně souhlasily, obec Úšovice i tento návrh odmítla. Výnosem Zemského výboru v Praze ze 17. října 1893 byly čtvrti Šenov a Nádražní odtrženy od Úšovic a připojeny k Mariánským Lázním. Součástí Úšovic zůstaly čtvrtě Luft a Bellevue a osady Hamrníky a Stanoviště. Dnem 1. dubna 1895 Mariánské Lázně převzaly správu nového území a následně přečíslovaly domy, 8 let poté byla k nádraží zavedena elektrická dráha. Jméno čtvrti a zamýšleného městečka Šenov postupně upadlo v zapomenutí.
15. října 1941 byly k Mariánským Lázním připojeny Henleinovým příkazem i Úšovice s osadami Stanoviště a Hamrníky, bylo však zachováno úšovické i hamrnické samostatné číslování domů. Po válce byl sice tento příkaz anulován, ale město Mariánské Lázně okamžitě požádalo o nové právní připojení Úšovic, které tak z hlediska dnešního práva nastalo v roce 1945. V šedesátých letech vznikl problém na novém sídlišti Panská Pole, jímž se proplétá klikatá katastrální hranice a systémy číslování domů se zde prolínají.
Skláře nikdy nebyly katastrálně ani správně samostatné, vždy patřily pod Chotěnov. Některé ze zdejších četných samot byly v minulosti počítány pod Hamrníky (část Vysoká Pec s hamrnickým číslováním) a Stanoviště (7 domů s chotěnovským číslováním). Po druhé světové válce až do roku 1969 sídlil chotěnovský místní národní výbor ve Sklářích č. p. 21. Usnesením 15. řádné schůze městského národního výboru v Mariánských Lázních z 12. srpna 1969 byla dvojobec Chotěnov-Skláře připojena k Mariánským Lázním, k předání úřadu došlo 6. února 1971.
1. ledna 1976 byla k Mariánským Lázním připojena obec Valy. 1. dubna 1976 byly k Mariánským Lázním připojeny Malá a Velká Hleďsebe, Klimentov, Zádub, Závišín, Ovesné Kladruby, Milhostov, Vysočany, Vlkovice a Martinov. Zároveň byla připojena osada Kladská, která patřila dříve pod Lázně Kynžvart. Po roce 1989 se obce připojené v roce 1976 opět odtrhly, součástí Mariánských Lázní však zůstala osada Kladská, ležící ve Slavkovském lese.

### Zastupitelstvo a starosta
| ANO · ANO · ANO · ANO · ANO · ANO · ANO · ANO | Piráti · Piráti · Piráti | Změna · Změna · Změna | Město sobě | STAN · STAN | KDU-ČSL | ODS | SPD · SPD |

     ANO 2011 (8)      Piráti (3)      Změna (3)      Město sobě (1)      STAN (2)      KDU-ČSL (1)      ODS (1)      SPD (2)

## Doprava

### Silniční
Západně od Mariánských Lázní je vedena silnice I/21. Samotným městem prochází silnice II/230, která ho spojuje s Bečovem nad Teplou na severovýchodě a Chodovou Planou na jihu, po níž na území města jezdilo dle sčítání provedeného v roce 2010 celkem 2527 vozidel za den. V jižních částech Mariánských Lázní z této komunikace odbočuje severním směrem silnice II/215, jež město spojuje s obcí Velká Hleďsebe. Na území města podle sčítání z roku 2010 projelo během dne po této silnici 9618 vozidel.

### Železniční

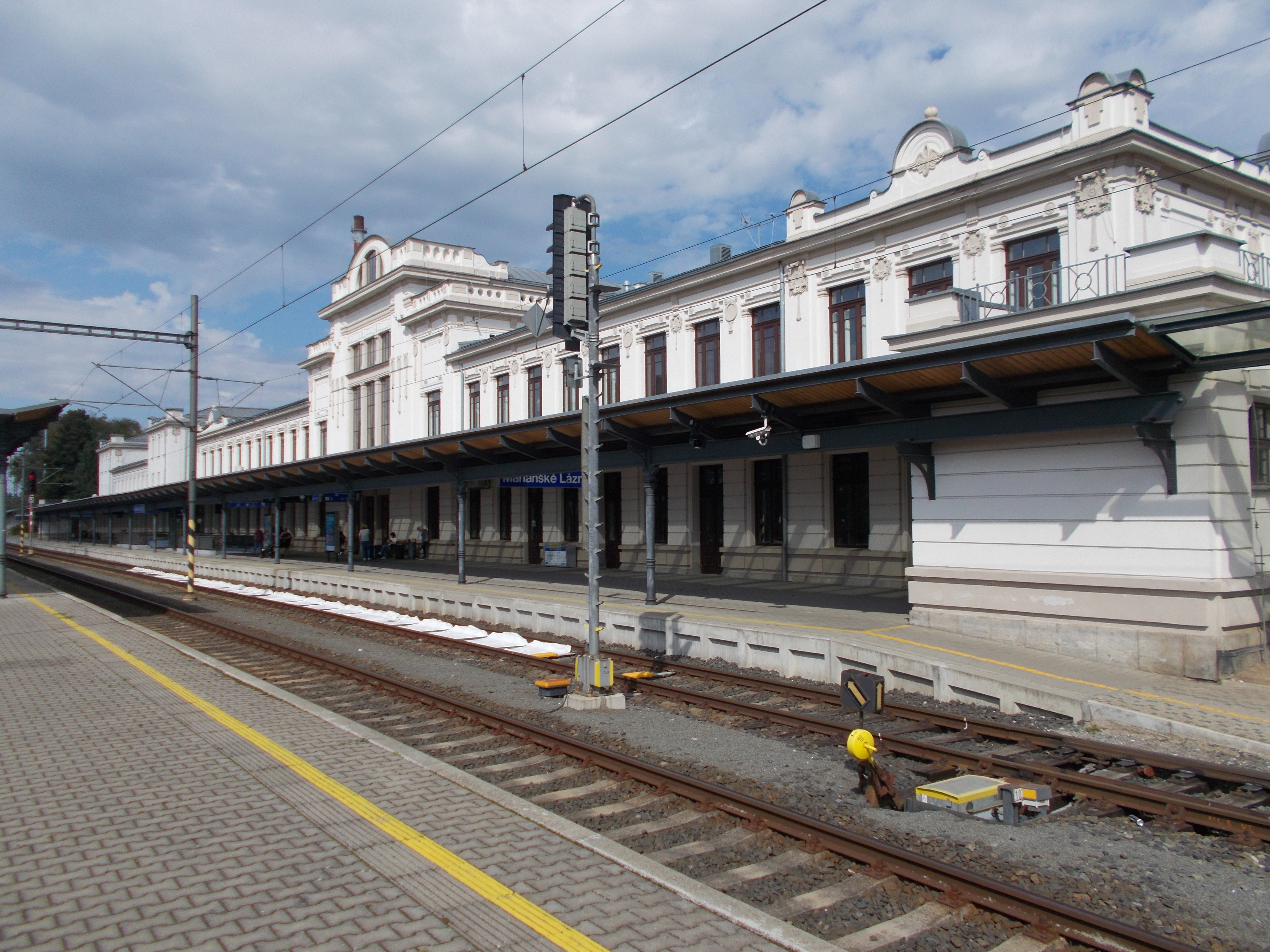
Hlavní vlakové nádraží

Mariánské Lázně leží na III. tranzitním koridoru železniční tratě Plzeň – Cheb. Vlastní stanice Mariánské Lázně prošla mezi lety 2008 a 2011 rekonstrukcí, včetně historické budovy. Na trati jezdí v dvouhodinovém taktu expresy Cheb – Plzeň – Praha a zpět, třikrát denně také vlaky EC Pendolino Ostrava – Olomouc – Pardubice – Praha – Plzeň – Františkovy Lázně/Karlovy Vary, které jsou proloženy spěšnými a osobními vlaky. Dále zde odbočuje železniční trať Karlovy Vary – Mariánské Lázně, která umožňuje spojení s krajským městem. Zde zajišťuje dopravu společnost GW Train Regio se svými modernizovanými jednotkami řady 813. Na této trati, označené v jízdním řádu číslem 149, leží ještě zastávka Mariánské Lázně – město.
Do Mariánských Lázní jezdí každý den také Pendolino Českých drah. Spojuje tak Mariánské Lázně nejen s Plzní a Prahou, ale také s Pardubicemi, Olomoucí a Ostravou.

### Městská
Od roku 1902 jezdily v Mariánských lázních tramvaje, které byly v 50. letech minulého století nahrazeny trolejbusy. Po roce 2000 se debatovalo i o jejich zrušení. V současnosti není rušení v plánu, avšak názory na trolejbusový provoz se v městském zastupitelstvu různí, a proto se návrhy k nahrazení trolejbusů autobusy neustále vracejí. V roce 2004 bylo zakoupeno 5 trolejbusů Škoda 24Tr (3 byly vybaveny vlastním agregátem, umožňujícím jízdu i bez trakčního vedení). V roce 2020 bylo zakoupeno 8 nových trolejbusů Škoda 30Tr s pomocným bateriovým pohonem, který umožňuje jízdu mimo trolejové vedení. Díky nim je nově zavedena páteřní linka 7, která nahradila linky 3 a 5.[zdroj⁠?!] Dále jezdí ještě linka 6 do Velké Hleďsebe a Klimentova.
Mezi hotely Koliba a Krakonoš také jezdí kabinková lanovka, jejímž provozovatelem již ale není Městská doprava Mariánské Lázně, ale společnost Skiarea (nyní ve vlastnictví soukromé firmy Snowhill).

### Letecká
V blízkosti Mariánských Lázní postupně fungovala tři letiště. První, ve Velké Hleďsebi, i druhé, na panských polích, fungovaly jen krátce během 20. let 20. století. V roce 1927 bylo uvedeno do provozu letiště ve Sklářích, které fungovalo až do konce 20. století.
První letadlo proletělo nad městem 4. srpna 1912, kdy z louky u Polomu vzlétl aeroplán Blériot XI pilotovaný ruským aviatikem Slavorosovem.

### Zajímavosti
Po městu Mariánské Lázně byl pojmenován zaoceánský parník Marienbad. Loď, kterou provozovala společnost Lloyd Austriaco, byla spuštěna na vodu v roce 1913 a interiéry měla vyzdobeny výjevy z města.

## Společnost

### Školství

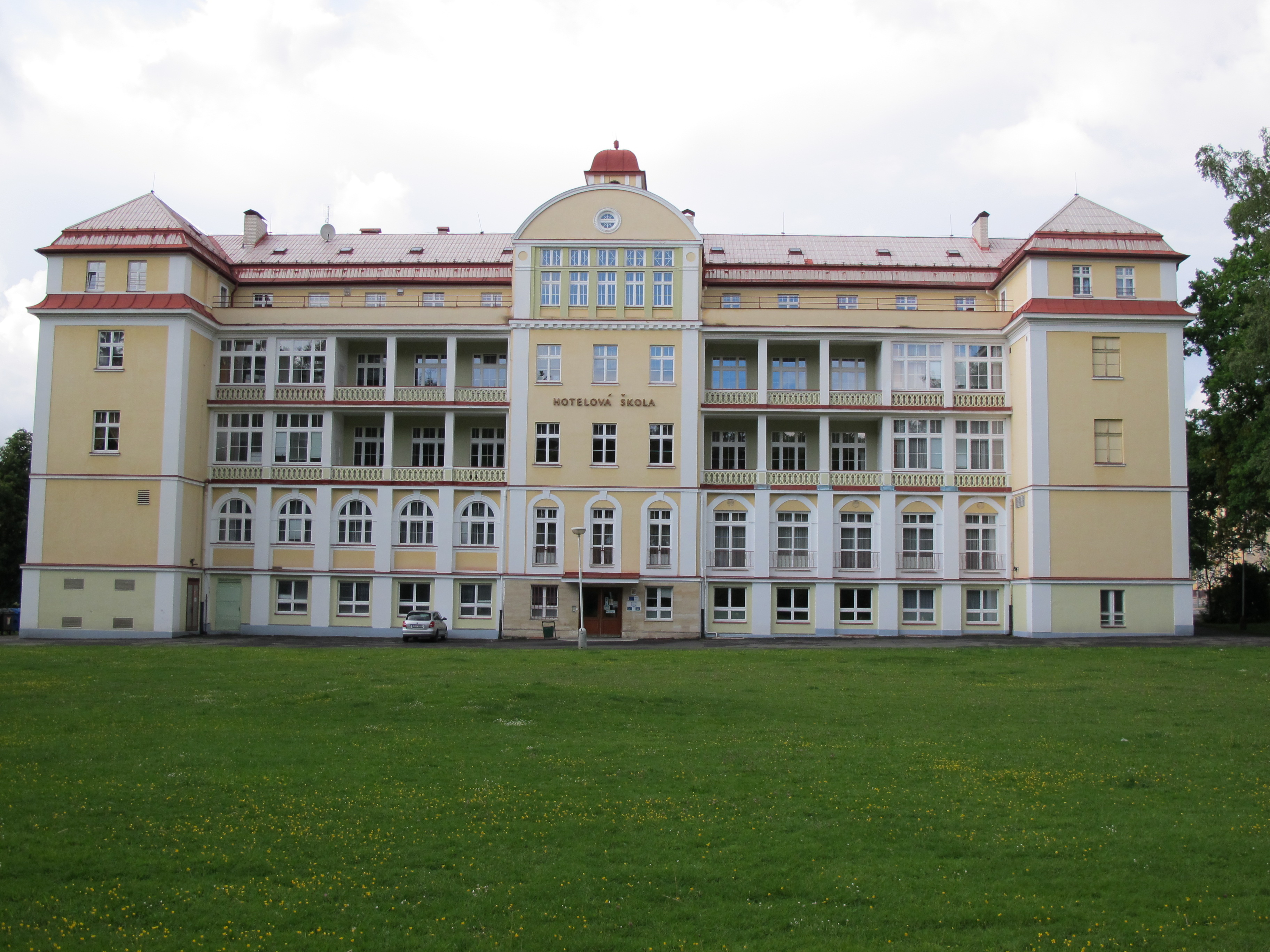
Hotelová škola

Ve městě se nachází dvě devítileté základní školy, jedna základní škola praktická a speciální a jedna základní umělecká škola. V roce 2013 započala vzdělávací činnost též Soukromá Základní škola a Rodinné centrum Čtyřlístek, která se specializuje na děti, vyžadující individuální přístup.
Veřejné střední školy jsou zde dvě: Gymnázium a obchodní akademie a Hotelová škola. Dále ve městě působí soukromá Jezdecká akademie a mezi lety 1994 a 2011 fungovala též Soukromá střední škola drogistická.
Do roku 2014 se zde provádělo i vysokoškolské bakalářské studium při 1. lékařské fakultě UK Praha oboru ergoterapie se zaměřením na fyzioterapii a balneologii.
K 1. září 2006 došlo ke sloučení Gymnázia se Střední odbornou školou ekonomickou, a Hotelové školy se Středním odborným učilištěm a později také ke sloučení 2. ZŠ Sever s 3. ZŠ Úšovice.

### Kultura
Bohatý kulturní život v Mariánských Lázních má dlouholetou tradici. Nejdůležitějšími kulturními institucemi ve městě jsou Západočeský symfonický orchestr Mariánské Lázně, společnost KIS s.r.o., která provozuje i Městské divadlo a také Základní umělecká škola Fryderyka Chopina. Dále je zde kino Slavia, Městská knihovna a Městské muzeum Mariánské Lázně.
Svou roli plní několik hudebních klubů, jako Club Na Rampě, D-Club Dyleň, RC Morrison, Pueblo Mexicano, La Bazaar, a další.
Lázeňským hostům zpříjemňuje jejich pobyt bohatá nabídka kulturních a společenských programů. K životu lázní patří každoročně Chopinův hudební festival a na lázeňské kolonádě se v průběhu sezóny pořádají pravidelné koncerty. Každý druhý rok je to pak Mezinárodní klavírní soutěž F. Chopina a Festival hudby tance a pantomimy.
Tradiční součástí kulturního života v Mariánských Lázních se také stalo každoroční slavnostní zahájení sezóny, spojené se svěcením pramenů, které probíhá druhý květnový víkend v roce. Město si při oslavách zahájení lázeňské sezóny 10. května roku 2008 připomnělo výročí 200. let od pojmenování nově vznikající osady jménem Mariánské Lázně.
Od roku 2016 se zde pořádá filmový festival Marienbad Film Festival. V roce 2020 zde byl založen také letní festival malých nakladatelů a knihkupců Knižní lázně.

#### Západočeský symfonický orchestr Mariánské Lázně

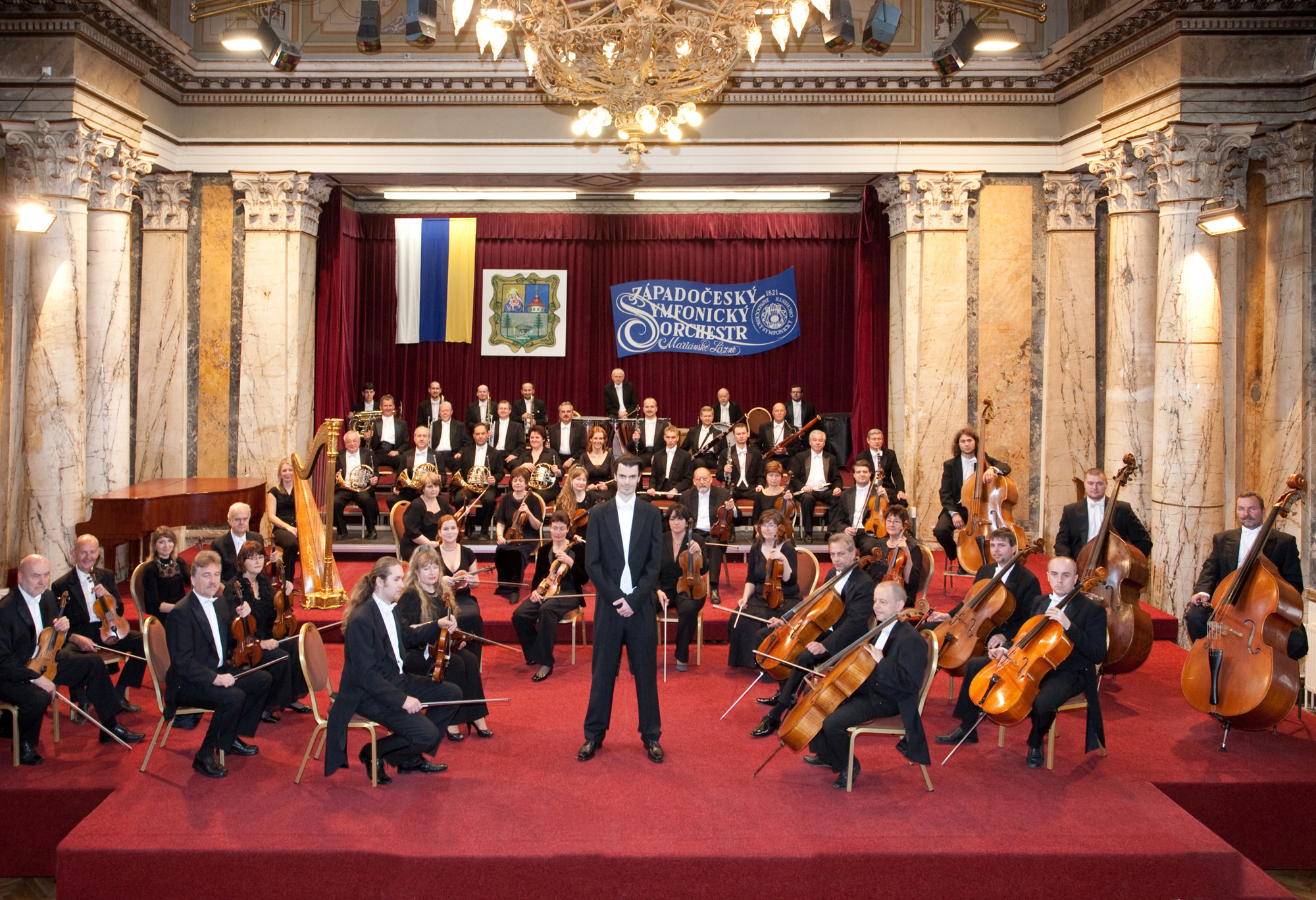
Západočeský symfonický orchestr Mariánské Lázně

ZSO ML je nejstarší symfonický orchestr v ČR. Jeho historie sahá do roku 1821, kdy vydal svolení tehdejší opat tepelského kláštera a zakladatel Mariánských Lázní K. K. Reitenberger ke zřízení lázeňského orchestru. Slavnou tradici nepřerušily žádné válečné ani politické události.
Dnešní těleso tvoří 45 profesionálních hudebníků v klasickém symfonickém obsazení, v jejichž čele působil v letech 2004–2011 jako šéfdirigent Michael Roháč. Od abonentní sezóny 2011/2012 působí jako novým šéfdirigent Martin Peschík.
Západočeský symfonický orchestr má statut obecně prospěšné společnosti a jeho zřizovatelem je město Mariánské Lázně. Úzce spolupracuje se společností KIS Mariánské Lázně s.r.o. a je dlouhodobě podporován ze strany společnosti Léčebné lázně Mariánské Lázně a.s.
Hlavní náplň činnosti mariánskolázeňských symfoniků jsou symfonické koncerty v rámci abonentních cyklů (abonentní sezóna je od září do června), celoroční večerní koncerty mimo abonentní řady, koncerty pro školy, rodiče s dětmi, operetní galakoncerty, zahraniční koncertní zájezdy, atd. Samozřejmostí je udržování tradice promenádních koncertů na kolonádě v Mariánských Lázních v letních měsících.
Přes nepříliš příznivé finanční podmínky je ZSO ML v posledních letech stále více oceňován odbornou veřejností jako vysoce kvalitní symfonické těleso a o jeho stálé oblibě svědčí stabilní vysoká návštěvnost na koncertech.

#### Kulturní zařízení
Konferenční centrum Casino je místo, kde se pravidelně konají četné kulturní akce, plesy, kongresy a slavnostní galavečery. Posledním nejvýznamnějším galavečerem byla slavnostní večeře pro člena britské královské rodiny prince Eduarda, hraběte z Wessexu. Tradice sahá až do minulosti, kdy Casino vítalo vzácné hosty. V roce 1904 zde vystoupila česká operní diva Ema Destinnová a její vystoupení vyvolalo obrovský ohlas. V roce 1946 se právě zde konal 1. mezinárodní filmový festival v tehdejším Československu, který vzbudil velký zájem veřejnosti. Mariánské Lázně ale nedokázaly pojmout velké množství návštěvníků, a proto se další ročníky konaly v Karlových Varech, dnes pod názvem Mezinárodní filmový festival Karlovy Vary. Koncerty zde hraje i Západočeský symfonický orchestr Mariánské Lázně.
Městské divadlo. Počátky divadla sahají až do roku 1820. Klasické kamenné divadlo však bylo postaveno až v roce 1868, tedy krátce po vyhlášení Mariánských Lázní městem. Slavnostně bylo divadlo otevřeno 17. srpna 1868, v předvečer narozenin císaře Františka Josefa I. Na svou dobu bylo divadlo velmi moderní a mělo vynikající akustiku. V roce 1952 bylo divadlo přejmenováno na Divadlo Nikolaje Vasiljeviče Gogola u příležitosti oslav ruské literatury, dnes nese opět název Městské.

#### Park Boheminium

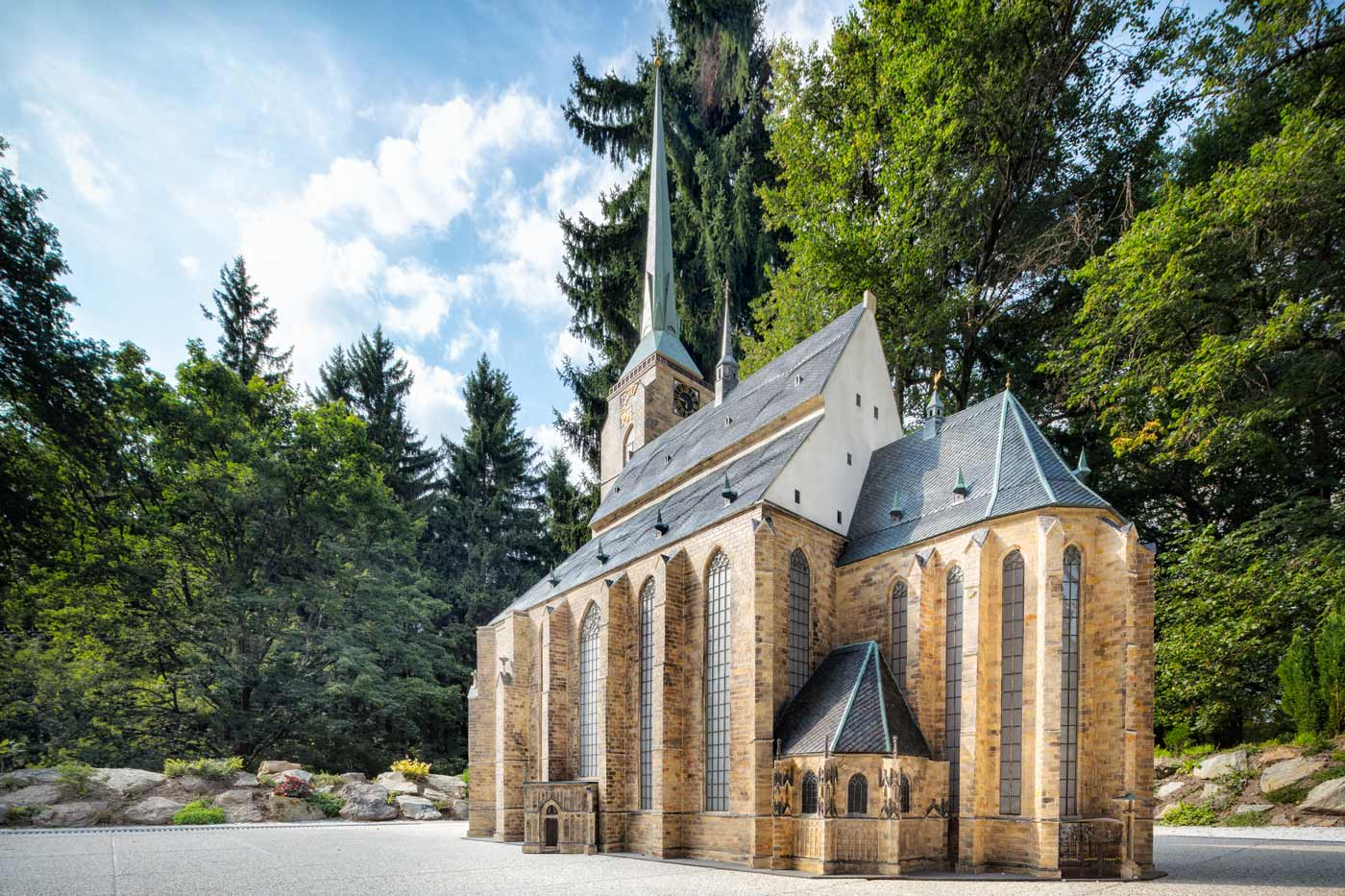
Boheminium – katedrála svatého Bartoloměje

Park Boheminium je park modelů českých památek v měřítku 1:25. Leží v nadmořské výšce 750 metrů, asi 1 kilometr od centra města, poblíž hotelu Krakonoš. Vede k němu lanová dráha Koliba – Krakonoš.

### Sport

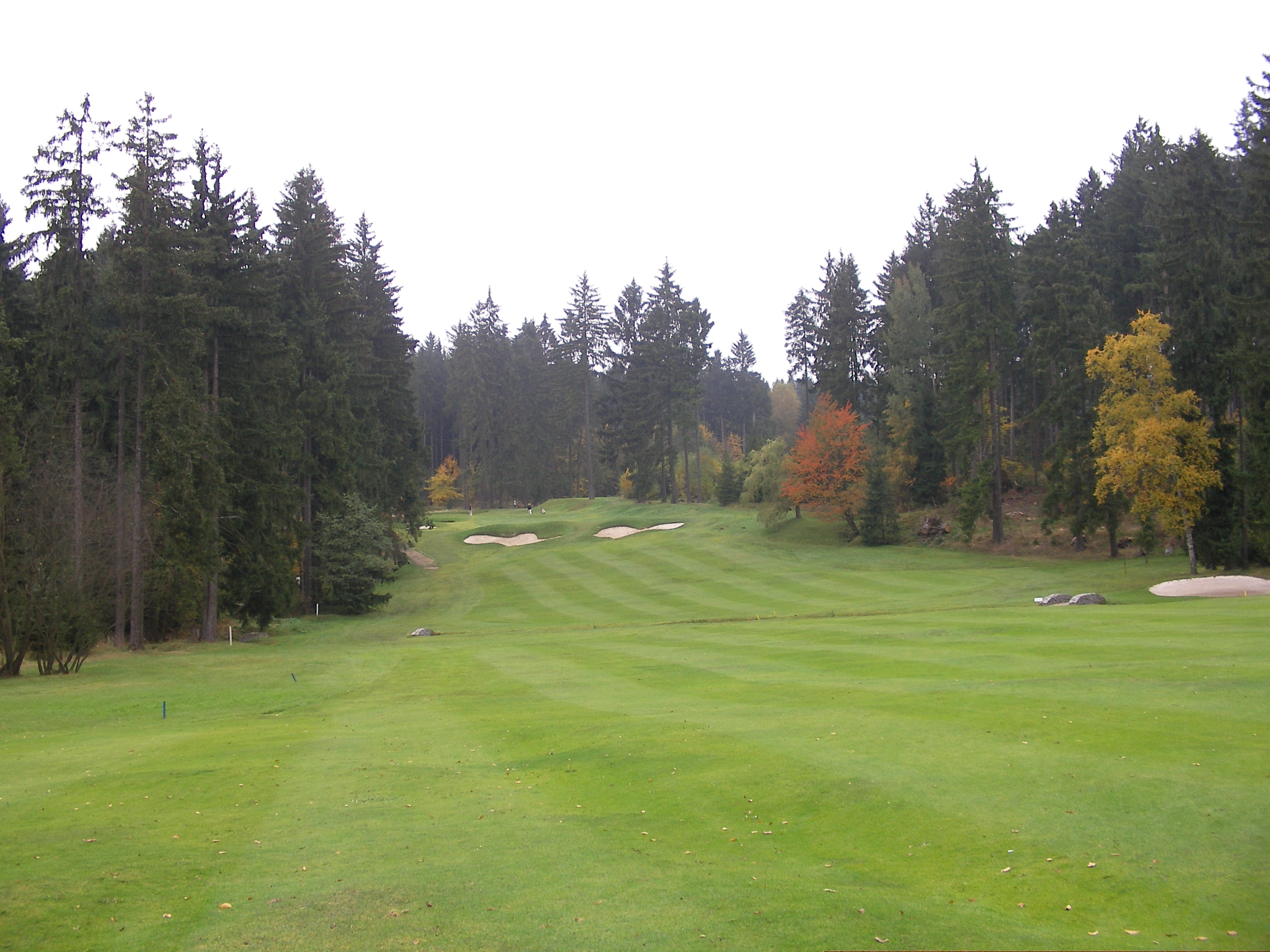
Royal Golf Club Mariánské Lázně. Jamka 7.

Sportovní tradice je nedílnou součástí Mariánských Lázních. Ve městě je možno využít bezpočet druhů sportu. Zejména atletiku, cyklistiku, golf, jachting, lov, plavání,šachy, tenis až po zápasnická odvětví. Velmi významnou tradici má ve městě golf a zimní sporty, které zastupuje např. hokejový klub HC Mariánské Lázně. Jsou zde pořádány významné sportovní akce, jako je běžecký závod „Golden Czech Trophy Mariánské Lázně“. Po řadu let bylo město místem kvalifikační skupiny mezinárodní juniorské soutěže v tenise Galeova poháru.

#### Sportovní areály
Royal Golf Club Mariánské Lázně. V Mariánských Lázních cca 3 km od centra se také nachází jedno z nejstarších golfových hřišť v Evropě. Hřiště bylo připravené již v červnu roku 1905, kdy přivítalo první hráče. Slavnostně bylo otevřeno společně s dokončenou klubovnou 21. srpna 1905 za přítomnosti britského krále Eduarda VII. Golfový klub dnes pořádá četné turnaje, a to jak světové amatérské soutěže, tak i profesionální turnaj Volvo Tour, což je první profesionální turnaj. V roce 2003 udělila britská královna Alžběta II. golfovému klubu v Mariánských Lázních prestižní titul „Royal Golf Club“, kterým se může pochlubit jako jediný ve střední Evropě. V roce 2005 Royal Golf Club oslavil 100. výročí založení.
Ski Area Mariánské Lázně leží v nadmořské výšce 650–750 m na severovýchodním okraji města. Celý areál má délku sjezdových tratí 1450 metrů. K přepravě lyžařů slouží lanová dráha a dva vleky s celkovou kapacitou 2500 osob/hod. Od roku 2008 se v areálu jezdí mezinárodní závody v akrobatickém lyžování, nebo Evropský pohár ve snowboardingu, a také místní závody Auto Musil.

## Pamětihodnosti

### Kostely

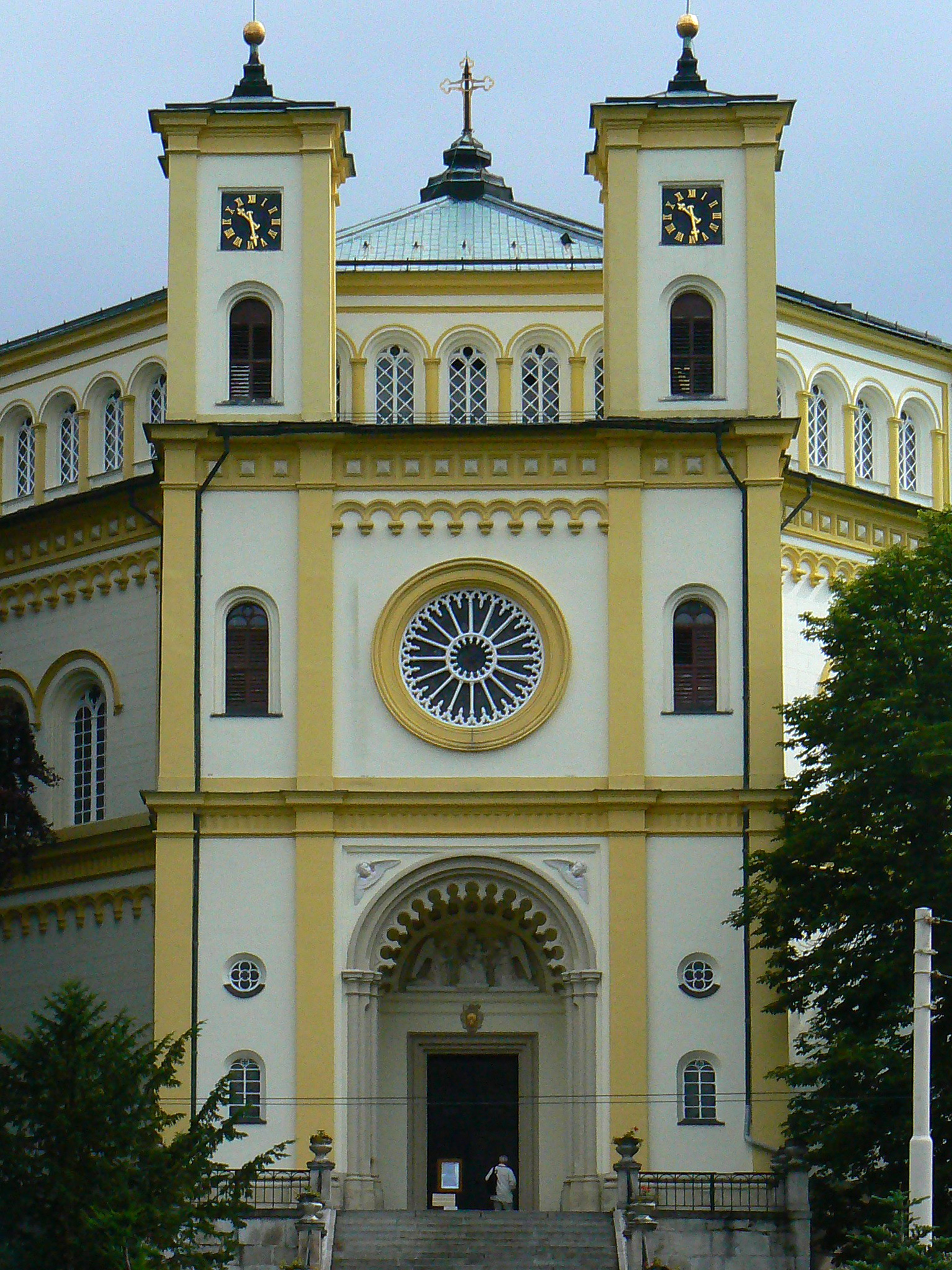
Kostel Nanebevzetí Panny Marie

- Římskokatolický kostel Nanebevzetí Panny Marie stojí uprostřed Goetheho náměstí a patří mezi vzácné kulturní památky města. Ke vchodu vede 33 schodů, které představují 33 let života Ježíše Krista.
- Evangelický kostel se nachází na Mírovém náměstí, dominantou kostela jsou varhany, na nichž koncertoval v roce 1923 Albert Schweitzer.

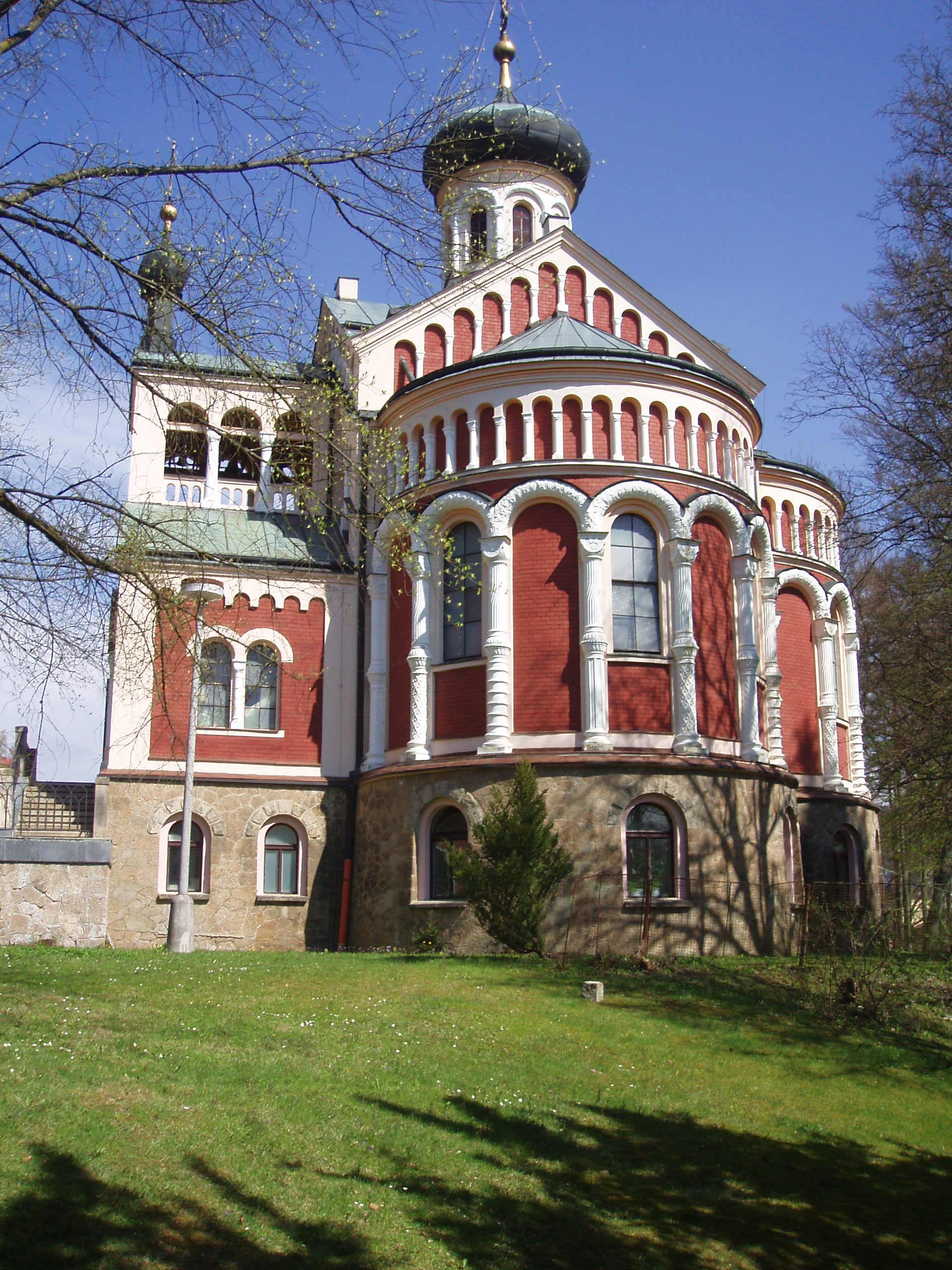
Pravoslavný chrám sv. Vladimíra

- Pravoslavný chrám sv. Vladimíra františkolázeňského architekta Gustava Wiedermanna byl postaven především pro lázeňské hosty z Ruska. Je pozoruhodný svou neobyčejnou architekturou a bohatým interiérem. Ozdobou chrámu je vzácný ikonostas.
- Anglikánský kostel, jehož stavba byla iniciována hosty přijíždějícími z Anglie. Tento kostel při svých pobytech ve městě pravidelně navštěvoval britský panovník Eduard VII. Již dlouho však neslouží svému původnímu účelu.
- V Mariánských Lázních také stávala synagoga, kterou místní židovská obec i židovští lázeňští hosté slavnostně otevřeli 1. srpna 1884. Synagoga však byla za Křišťálové noci z 9. na 10. listopadu 1938 vypálena a zničena nacisty.

### Muzea
- Městské muzeum sídlí v domě, ve kterém zde pobýval básník Johann Wolfgang Goethe. Je věnováno historii lázeňství, osobnosti J. W. Goetha a také geologickým a přírodním podmínkám v této oblasti. K muzeu patří největší geologický park v ČR, který představuje všechny geologické výskyty ve Slavkovském lese. Součástí parku je symbolický hřbitov obětí první světové války a také ojedinělý Kamenný vodopád.
- Památník Fryderyka Chopina seznamuje s životem skladatele, s osobnostmi, které Chopin v Čechách poznal, s místy, která navštívil, a s díly, která zde zkomponoval.

### Jiné
- Židovský hřbitov na západním okraji města.
- Lázeňské domy
- Meteorologický sloup[32]
- Zpívající fontána
- Kolonáda Maxima Gorkého

### Památné stromy
- Alej Svobody, stromořadí, 102554
- Dub u Hamrnického zámečku, 102557
- Král smrků, 102572
- Buky u kostela Nanebevzetí Panny Marie, 105982
- Javor u Ferdinandova pramene, 105984

## Odraz v kultuře
Mariánské lázně (Marienbad) byly na svém vrcholu v době Belle Époque jedním z center evropské kultury. To kromě zařazení na seznam UNESCO dokazuje i odraz města v evropské kultuře:
- Marianské elegie, báseň od německého klasického Goetheho
- Loni v Marienbadu, francouzský film z roku 1961 oceněný Zlatým lvem na festivalu v Benátkách
- Parfém Marienbad, italské luxusní značky Prada[33]

## Významné události

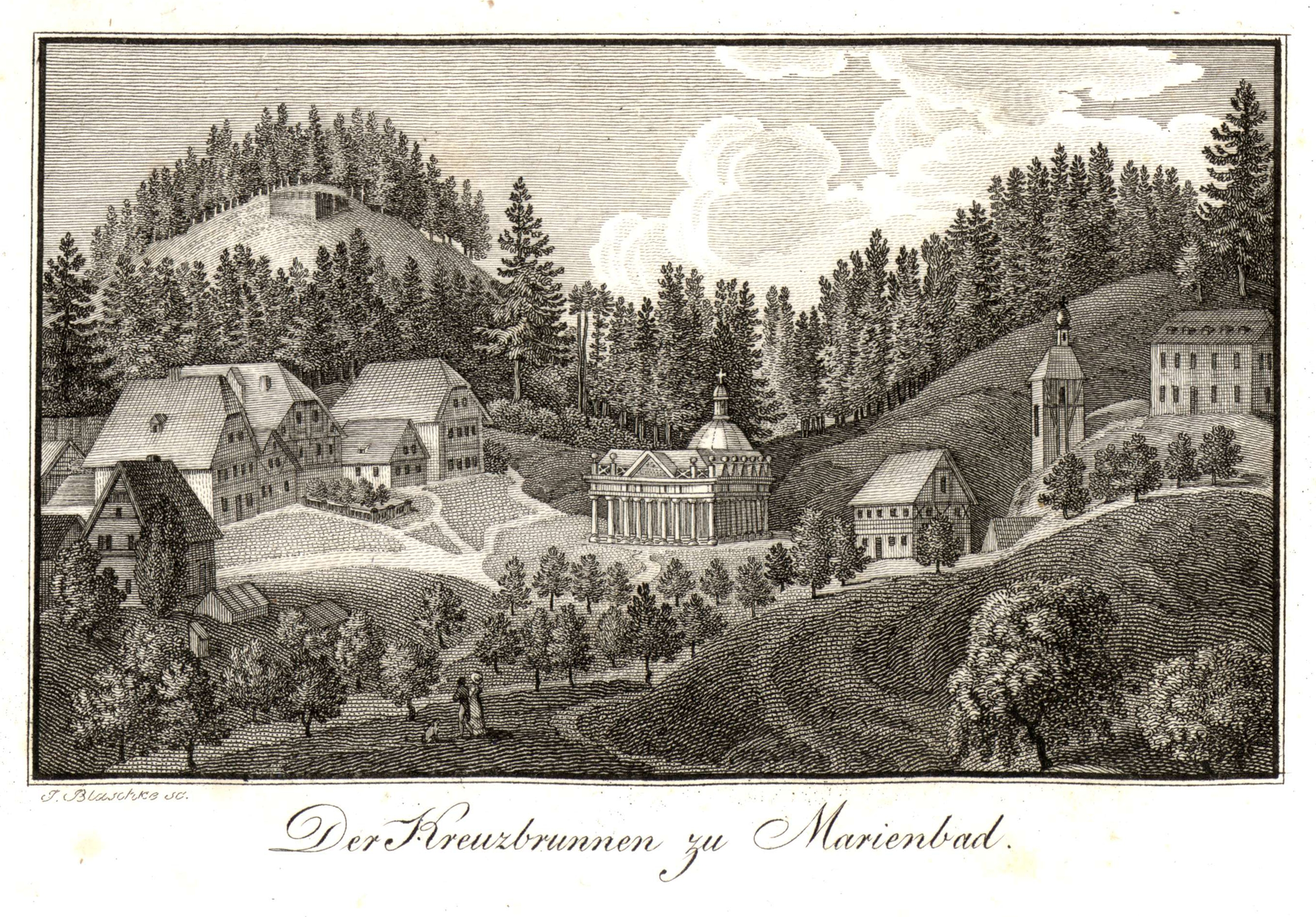
Mariánské Lázně, 1818

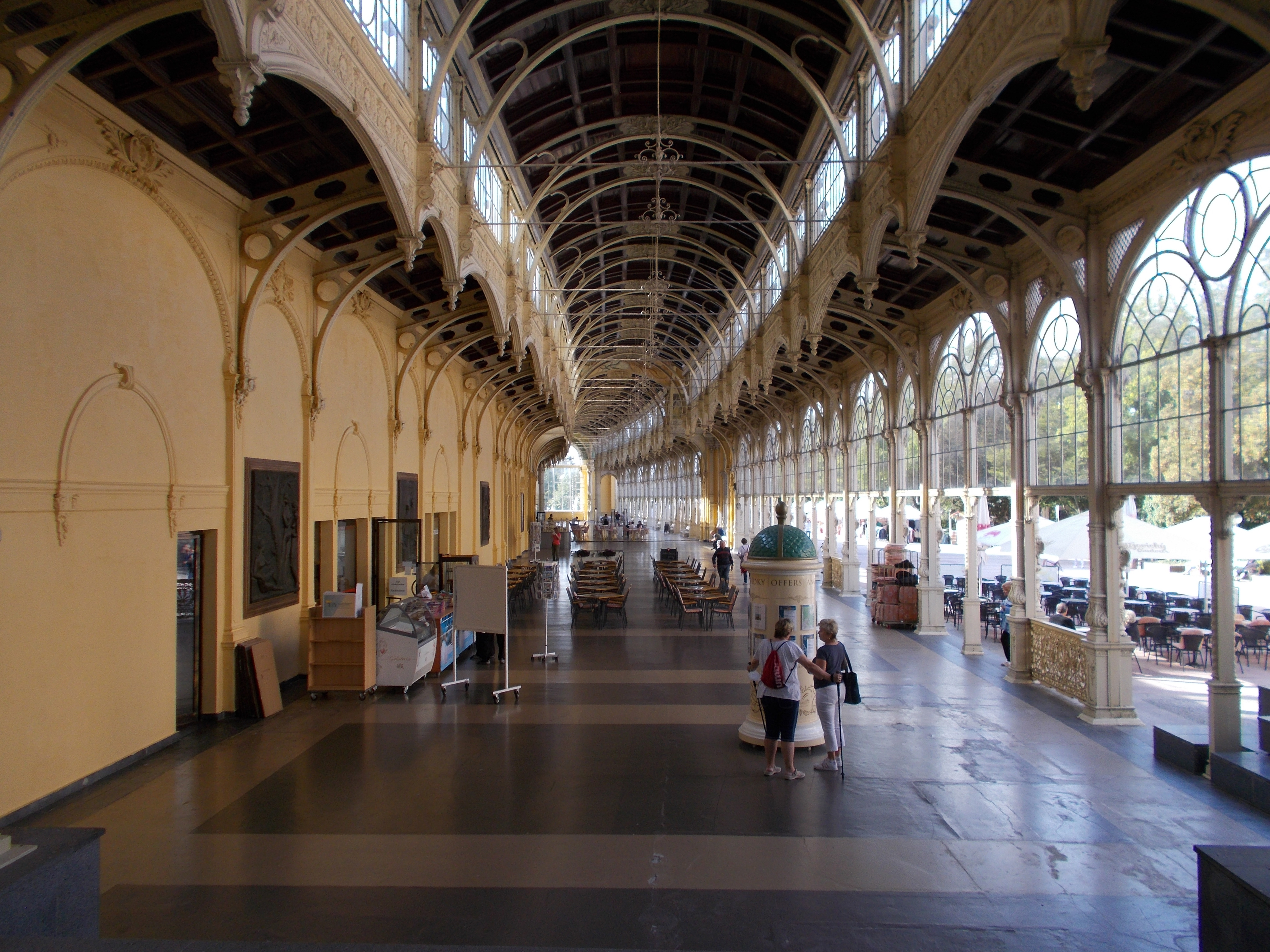
Hlavní lázeňská kolonáda

- 1808 – Osada pojmenována Mariánské Lázně podle Mariiných pramenů.
- 1812 – Mariánské Lázně se stávají samostatnou obcí.
- 1818 – Mariánské Lázně získávají statut veřejného lázeňského místa.
- 1865 – Mariánské Lázně se stávají městem.
- 1868 – otevření Městského divadla (Divadlo N. V. Gogola).
- 1895 – K Mariánským Lázním byly z Úšovic připojeny Nádražní čtvrť a Šenov na základě výnosu Zemského výboru z roku 1893.
- 1905 – Založení Golf Clubu Mariánské Lázně.
- 1922 a 1925 – Mariánské Lázně navštívil Tomáš Garrigue Masaryk jako prezident republiky (září 1922 a červenec 1927)
- 1941 a 1945 – K Mariánským Lázním byly připojeny Úšovice včetně čtvrtí Luft a Bellevue a osad Stanoviště a Hamrníky.
- 1946 – Konání 1. mezinárodního filmového festivalu v tehdejším Československu.
- 2003 – Britská královna Alžběta II. uděluje golfovému klubu v Mariánských Lázních prestižní titul Royal Golf Club.
- 2005 – Návštěva anglického prince Edwarda, hraběte z Wessexu.
- 2021 – Zápis do seznamu Světového dědictví UNESCO
- 2021 – Požehnání základního kamene (14. 8. 2021) budoucího mariánského sloupu.[34]

## Osobnosti
- Josef Dionys Halbmayr (1813–1879), hoteliér a politik, starosta města
- Jan Swerts (1820–1879), vlámský malíř
- Václav Beneš Třebízský (1849–1884), spisovatel a katolický kněz
- František Adolf Hering (1853–1910) ředitel Ringhofferových závodů, národohospodář
- Heřman Josef Tyl (1914–1993), katolický kněz, premonstrát
- Eduard Petiška (1924–1987), spisovatel
- Vladimír Páral (* 1932), spisovatel
- Milan Knížák (* 1940), umělec, pedagog a ředitel Národní galerie
- Karel Herbst (* 1943), katolický kněz, biskup, salesián
- Jaromír Soukup (* 1969), český mediální manažer a moderátor, majitel Empresa Media
- Alex Čejka (* 1970), německo-český golfista
- Jakub Flek (* 1992), český hokejista

## Partnerská města
- Bad Homburg vor der Höhe, Německo
- Chianciano Terme, Itálie
- Malvern, Spojené království
- Marcoussis, Francie
- Weiden, Německo
- Poděbrady, Česko[35]
- Nižnij Tagil, Rusko (do 2022)[36]